# Nibaldo Segura
Nibaldo Segura Peña (n. 1940) es un abogado y juez chileno Fue Ministro de la Corte Suprema de Chile.
Estudió en la Universidad de Chile y se licenció en ciencias jurídicas y sociales y se tituló como abogado. 
Inició su carrera judicial como secretario del Juzgado de Letras de Temuco, fue juez de Curacautín, Lebu y relator de la Corte de Apelaciones de Temuco, además de juez en la misma ciudad. 
Fue miembro de la Corte de Apelaciones de Valdivia desde 1978 hasta su nombramiento como Ministro de la Corte Suprema de Chile por el Presidente Ricardo Lagos el año 2001, cargo que ejerció hasta el 19 de abril de 2015, cuando cumplió la edad máxima legal de permanencia en el Poder Judicial.
- Datos: Q6041829